# رحلة المائة قدم (فلم)
رحلة المائة قدم (بالإنجليزية: The Hundred-Foot Journeyt) هو فيلم دراما أُصدر في الولايات المتحدة سنة 2014و تم التصوير في فرنسا و هولندا.

## القصة
حكاية الشاب الطباخ حسن كاظم الذي يجسده مانيش دايال، الذي يتصف بتقديم أعلى درجات التكامل في الوصفات أو الوجبات التي يقدمها، تعصف به الايام وبأسرته في الهند، حيث يضطر إلى الهجرة إلى فرنسا، مع اسرته بقيادة والده بابا كاظم اوم بوري... وبعد رحلة وألم ومعاناة، تستقر به الامور في بلده سان انتوني نوبل في جنوب فرنسا.

## الميزانية والإيرادات
.

## وصلات خارجية
- رحلة المائة قدم على موقع IMDb (الإنجليزية)
- رحلة المائة قدم على موقع ميتاكريتيك (الإنجليزية)
- رحلة المائة قدم على موقع روتن توميتوز (الإنجليزية)
- رحلة المائة قدم على موقع قاعدة بيانات الأفلام العربية
- رحلة المائة قدم على موقع ألو سيني (الفرنسية)
- رحلة المائة قدم على موقع أول موفي (الإنجليزية)
- رحلة المائة قدم على موقع بوكس أوفيس موجو (الإنجليزية)
- رحلة المائة قدم على موقع فيلمافينيتي (الإسبانية)
- رحلة المائة قدم على موقع قاعدة بيانات الأفلام السويدية (السويدية)
- رحلة المائة قدم على موقع قاعدة بيانات الفيلم (الإنجليزية)